# Radon
Radon [⁠ˈʁaːdɔn⁠], auch: [⁠ʁaˈdoːn⁠] (wie Radium wegen seiner Radioaktivität von lateinisch radius „Strahl“) ist ein radioaktives chemisches Element mit dem Elementsymbol Rn und der Ordnungszahl 86. Im Periodensystem steht es in der 8. Hauptgruppe, bzw. der 18. IUPAC-Gruppe und zählt damit zu den Edelgasen (daher die Endung -on als Analogiebildung).
Alle Isotope des Radons sind radioaktiv. Das stabilste Isotop ist 222Rn mit einer Halbwertszeit von 3,8 Tagen; es entsteht als Zerfallsprodukt aus dem Radium-Isotop 226Ra. Zwei andere natürliche Isotope, 219Rn und 220Rn, wurden früher mit den Trivialnamen Actinon (An) bzw. Thoron (Tn) bezeichnet. Das vierte natürliche Isotop 218Rn spielt im Vergleich zu den drei vorgenannten mengenmäßig keine Rolle.
Wenn sich Radon in schlecht belüfteten geschlossenen Räumen ansammelt (im Gegensatz zur natürlichen Umgebung), ergibt sich eine erhebliche Radonbelastung, die eine Gefahr für die Gesundheit darstellt. Die hauptsächliche Gefahrenquelle sind letztlich nicht das Radon selbst, sondern seine Zerfallsprodukte, wobei Polonium-Isotope am meisten zur Belastung durch Alphastrahlung beitragen. Radon hat am gesamten Strahlungsaufkommen auf der Erdoberfläche den bei weitem größten Anteil (durchschnittliche effektive Dosis pro Person in Deutschland: etwa 1,1 mSv/Jahr), gefolgt von der direkten terrestrischen Strahlung mit ca. 0,4 mSv/Jahr, der direkten kosmischen Strahlung und den natürlicherweise in der Nahrung vorkommenden radioaktiven Stoffen mit je etwa 0,3 mSv/Jahr.

## Geschichte
Radon wurde 1900 von Friedrich Ernst Dorn entdeckt. 1908 isolierten William Ramsay und Robert Whytlaw-Gray eine ausreichende Menge des Gases, um seine Dichte zu bestimmen. Weil es im Dunkeln Licht abgab, nannten sie es Niton, nach dem lateinischen Wort nitens „leuchtend“. 1923 wurden die Bezeichnungen Radium-Emanation und Niton durch den Begriff Radon abgelöst.

## Vorkommen
Im Mittel findet sich in der Erdatmosphäre ein Radonatom auf 1021 Moleküle in der Luft. Die Quellen des Radons sind im Gestein und im Erdreich in Spuren vorhandenes Uran und Thorium, die langsam zerfallen. In deren Zerfallsreihen wird das Radon gebildet. Dieses diffundiert dann aus den obersten Bodenschichten in die Atmosphäre, ins Grundwasser, in Keller, Rohrleitungen, Höhlen und Bergwerke. Radon aus tiefergelegenen Erdschichten erreicht nicht die Oberfläche, da es bereits auf dem Weg dorthin zerfällt.
Radon kommt deswegen vermehrt in Gebieten mit hohem Uran- und Thoriumgehalt im Boden vor. Dies sind hauptsächlich die Mittelgebirge aus Granitgestein, in Deutschland vor allem der Schwarzwald, der Bayerische Wald, das Fichtelgebirge und das Erzgebirge, in Österreich das Granitbergland im Waldviertel und Mühlviertel. Hier finden sich vor allem saures und helles, sog. leukokrates Gestein. Insgesamt kommt Radon in Süddeutschland in wesentlich höherer Konzentration vor als in Norddeutschland. In der Schweiz ist vor allem der Kanton Tessin eine ausgeprägte Radon-Gegend; in Belgien ist es der östliche und südöstliche Teil (siehe Limburger Steinkohlerevier).
Weitere Orte, an denen Radon in relativ hohen Konzentrationen vorkommt, sind neben Uranerz-, Flussspat- oder Bleibergwerken und Halden und Absetzbecken des Uranbergbaus auch Laboratorien und Fabriken, in denen Uran, Radium oder Thorium gehandhabt werden.

## Chemische Eigenschaften
Wie alle Edelgase ist Radon chemisch fast nicht reaktiv; mit Fluor reagiert es zu Radondifluorid, ob Verbindungen mit Sauerstoff beobachtet wurden, ist umstritten. Unter Normalbedingungen ist Radongas farblos, geruchlos, geschmacklos; beim Abkühlen unter seinen Schmelzpunkt wird es leuchtend gelb bis orange. Als Füllung in Gasentladungsröhren erzeugt Radon rotes Licht. Außerdem ist es mit 9,73 kg·m−3 das mit Abstand dichteste elementare Gas, wenn man vom exotisch raren Astat und heißem zweiatomigen Iod-Dampf absieht.
Wie das leichtere gruppenhomologe Xenon ist Radon in der Lage, echte Verbindungen zu bilden. Es kann erwartet werden, dass diese stabiler und vielfältiger sind als beim Xenon. Das Studium der Radonchemie wird durch die hohe spezifische Aktivität des Radons sehr behindert, weil die energiereiche Strahlung zur Selbstzersetzung (Autoradiolyse) der Verbindungen führt. Eine Chemie mit wägbaren Mengen dieser Stoffe ist daher nicht möglich. Ab-initio- und Dirac-Hartree-Fock-Berechnungen beschreiben einige Eigenschaften des noch nicht synthetisierten Radonhexafluorids (RnF6).
Als radioaktives Gas mit sehr hoher Dichte kann sich Radon in Gebäuden, besonders in Kellern und den unteren Stockwerken, in physiologisch bedeutsamen Mengen ansammeln. Bei neueren Messungen kamen in Gebäuden, wenn dort Baumaterialien wie ungebrannter Lehm verwendet wurden, zudem größere Radonmengen in den oberen Stockwerken vor.
Die Löslichkeit des Isotops Rn-222 in Wasser beträgt unter Standardbedingungen (20 °C und 101,325 kPa) 259 ml/l.

## Bedeutung
In der medizinischen Radonbalneologie soll Radon das menschliche Immunsystem stimulieren und dadurch Krankheiten lindern. Aus naturwissenschaftlicher Sicht lässt sich keine positive Wirkung des Radons nachweisen. Das Radon gelangt durch die Inhalation hochaktiver radonhaltiger Luft oder in Wannenbädern durch die Haut in den menschlichen Organismus. Unter Aspekten des Strahlenschutzes ist die zusätzliche Strahlenexposition durch Radon zwar gering, jedoch nicht vernachlässigbar. Das Umweltbundesamt sieht für die Radonbalneologie Kontraindikationen für die Anwendung bei Kindern und Jugendlichen sowie Schwangeren.
Manche Heilquellen besitzen einen bedeutenden Radonanteil. Häufig befinden sich hier Kurorte, wie beispielsweise Bad Gastein, Bad Kreuznach, Bad Schlema, Bad Steben, Bad Zell, Ischia im Golf von Neapel, Jáchymov (Sankt Joachimsthal), Menzenschwand, Meran, Sibyllenbad und Umhausen im Ötztal. Bad Brambach verfügt mit der Wettinquelle über die stärkste zu Trinkkuren genutzte Radonquelle der Welt.
In der Hydrologie kann der Radongehalt eines Gewässers Aufschluss über dessen Grundwasserversorgung geben. Regenwasser enthält fast kein Radon, Oberflächenwasser ist ebenfalls nahezu radonfrei, da Radon von dort schnell in die Atmosphäre übergeht. Grundwasser hingegen weist Radonkonzentrationen auf, die um Größenordnungen über denen von Oberflächenwässern liegen. Daher ist ein hoher Gehalt an Radon im Oberflächenwasser ein Anzeiger für den Einfluss von Grundwasser.
In mehreren Ländern stützt sich die Erdbebenvorhersage auch auf Radonmessungen. Leichte Erschütterungen des Erdreiches sorgen für eine schnellere Ausbreitung des in der Erde entstehenden Radongases als unter normalen Bedingungen. In unterirdischen Hohlräumen steigt dadurch die Radonkonzentration messbar an.
Radonmessungen helfen bei der Suche nach Uranerz-Lagerstätten. Die Größe der Radonexhalation, also die Menge des aus dem Boden austretenden Radongases, hängt vom Radiumgehalt und der Porosität des Untergrundes ab. Während der Uranprospektion werden auf großen Gebieten einfache, passiv arbeitende Radonmessgeräte auf der Erdoberfläche oder dicht darunter ausgelegt. Überdurchschnittliche Messwerte weisen auf höhere Uran/Radium-Konzentrationen und Bodenporosität und damit auf eine mögliche Lagerstätte hin. Es gibt geologische Prozesse, die Uran und das daraus entstandene Radium voneinander trennen. Deshalb ist der Hinweis auf Uran nicht eindeutig.

## Isotope
Es sind 34 Isotope und 4 Kernisomere des Radons bekannt, die alle radioaktiv sind. Das bisher schwerste Isotop 229Rn wurde 2008 im CERN-Isotopenlabor ISOLDE durch den Beschuss von Urankernen mit hochenergetischen Protonen erhalten. Seine Halbwertszeit beträgt 12 Sekunden.
In den drei natürlichen Zerfallsketten kommen nur die vier Isotope 222Rn, 220Rn, 219Rn und 218Rn vor, welche alle Alphastrahler sind. Daneben entsteht in der heute künstlichen Neptunium-Reihe der Alphastrahler 217Rn.
- Radon 222Rn ist das Zerfallsprodukt des Radiumisotops 226Ra in der Uran-Radium-Reihe. Es ist das stabilste Radonisotop und zerfällt unter Aussendung von Alphateilchen mit einer Halbwertszeit von 3,823 Tagen zu Polonium 218Po. Wenn Strahlenschützer von Radon ohne weitere Bezeichnung sprechen, meinen sie 222Rn. Allgemein angewendet (z. B. Radon-Messung), schließt der Begriff auch die kurzlebigen Zerfallsprodukte ein.

- Radon 220Rn ist ein Zerfallsprodukt des Radium 224Ra in der Thorium-Reihe. Strahlenschützer bezeichnen es oft als Thoron. Seine Halbwertszeit beträgt 55,6 Sekunden; es zerfällt ebenfalls unter Aussendung von Alphateilchen zu Polonium 216Po. Es kann von ungebranntem Lehm in Gebäuden emittiert werden.[17] Es kann im Hinblick auf die Strahlenbelastung sehr bedeutend sein, da bei gleicher Aktivitätskonzentration wie 222Rn aus den 220Rn-Folgeprodukten (vor allem Polonium-212) eine 14-fach höhere Strahlenbelastung zu beachten ist.[25] In einer Studie, in der Thoron und seine Folgeprodukte in mehreren traditionellen und modernen Wohnhäusern in Deutschland gemessen wurden, verursachten sie einen jährlichen Beitrag zur Strahlendosis der Bewohner von bis zu mehreren Millisievert.[26]

- Radon 219Rn ist ein Zerfallsprodukt des Radium 223Ra in der Uran-Actinium-Reihe und trägt auch die Bezeichnung Actinon. Seine Halbwertszeit beträgt 3,96 Sekunden; es zerfällt ebenfalls unter Aussendung von Alphateilchen zu Polonium 215Po. Radiologisch ist es praktisch bedeutungslos.

- Radon 218Rn entsteht in einer Seitenkette der Uran-Radium-Reihe beim Zerfall des Astat 218At mit einer Wahrscheinlichkeit von 0,1 %, das Astat selbst entsteht nur mit einer Wahrscheinlichkeit von 0,02 % aus Polonium 218Po. Radon 218Rn zerfällt mit einer Halbwertszeit von nur 35 Millisekunden unter Aussendung von Alphateilchen in Polonium 214Po. Durch seine extrem kurze Halbwertszeit hat es praktisch keine Zeit, um in die Erdatmosphäre zu kommen. Radiologisch ist es deshalb bedeutungslos.

- Radon 217Rn entsteht in einer Seitenkette der Neptunium-Reihe beim Zerfall des Radium 221Ra, das Radium selbst entsteht nur mit einer Wahrscheinlichkeit von 0,1 % aus Francium 221Fr. Die restlichen 99,9 % des 221Fr zerfällt zu Astat 217At, das mit 0,01 % Wahrscheinlichkeit ebenfalls zu Radon 217Rn zerfällt. Das Radonisotop entsteht daher auf zwei Wegen in geringer Menge in der Neptunium-Reihe. Radon 217Rn zerfällt mit einer Halbwertszeit von nur 54 Millisekunden unter Aussendung von Alphateilchen in Polonium 213Po. Es kommt natürlich wegen der extrem kurzen Halbwertszeit praktisch nicht vor und ist somit bedeutungslos.

## Gewinnung
Wenn die oben genannten radioaktiven Substanzen zu Radon zerfallen, kann dieses ausgasen. In einem Labor kann man das aus einer Probe entweichende Radon auffangen und durch Verflüssigen von der Restluft trennen. Beim Zerfall eines Gramms 226Ra entstehen 0,64 cm3 222Rn pro Monat.

## Sicherheitshinweise
Einstufungen nach der CLP-Verordnung liegen nicht vor, weil diese nur die chemische Gefährlichkeit umfassen, die bei Edelgasen nicht auftritt. Wichtig sind die auf der Radioaktivität beruhenden Gefahren.
Nach Studien der Weltgesundheitsorganisation nimmt das Auftreten von Lungenkrebs bei Radon in Raumluft linear zu, der von der WHO empfohlene Langzeitgrenzwert liegt bei 100 Bq pro Kubikmeter Raumluft. Die Wahrscheinlichkeit für Lungenkrebs steigt in Näherung mit der Zunahme um 100 Bq/m³ in der Raumluft um 10 %.
2018 wurden im Bundesland Salzburg in Österreich in 3.400 Wohnobjekten Radon-Messungen durchgeführt und ermittelt, dass in 10 % der Wohnungen ein Grenzwert von 300 Bq pro Kubikmeter Luft überschritten wird.